# タケダケント
タケダ ケントは、日本の作家。妻は南智子。2017年に南が逝去するまでは、コンビ作家として漫画や小説を描いていた。状況に応じて「きょん」のペンネームを使用した。また、南とのコンビとしては「みなみケント」、「南澤径」の名義を使用した。

## 作風
非常に画力が高く、肉付きの良い女性の書き方が特にうまい。2010年以降はフルカラーでの掲載が多い。

## 人物
秋元才加のファン。

## 作品リスト
- キミが望むカタチ（2007年4月15日、桃園書房、ISBN 978-4-8078-4367-1）